# Дедюрево
Дедюрево — деревня в Новодугинском районе Смоленской области России. Входит в состав Тесовского сельского поселения. Население — 27 жителей (2007 год). 
Расположена в северо-восточной части области в 8 км к востоку от Новодугина, в 13 км восточнее автодороги Р134 «Старая Смоленская дорога» Смоленск — Дорогобуж — Вязьма — Зубцов, на берегу реки Касня. В 10 км западнее деревни расположена железнодорожная станция Новодугино на линии Вязьма — Ржев.

## История
В годы Великой Отечественной войны деревня была оккупирована гитлеровскими войсками в октябре 1941 года, освобождена в марте 1943 года.